# Joey Muthengi
Joey Muthengi es una personalidad mediática y actriz keniana. Su entrada en la industria de los medios de su país se produjo al trabajar en la emisora 98.4 Capital FM de 2009 a 2013, donde condujo y produjo el popular programa juvenil 'Hits Not Homework. Desde junio de 2016, como parte del nuevo programa Power Breakfast en Citizen TV, copresenta el programa diariamente junto a Fred Indimuli y Willis Raburu.

## Biografía
Joey nació en Kijabe, Rift Valley y se mudó a los Estados Unidos cuando tenía 2 años. Posteriormente regresó a Kenia y asistió a la Rift Valley Academy, y luego se mudó a los EE. UU., donde asistió al Hope College para obtener una doble especialización en Comunicaciones y Gestión Comercial.

## Carrera
Entre 2011 y 2014, se desempeñó como la primera VJ de Kenia para el canal de música con sede en Sudáfrica Canal O, donde representó la música, el entretenimiento y la cultura keniana en el resto del continente. En 2013 fue anfitriona de la temporada 6 del reality show de música más grande en África Oriental 'Tusker Project Fame', en Citizen TV habiendo estado involucrada previamente con la franquicia en 'Tusker All Stars' emitida en 2011.

## Vida personal
Joey ha mencionado su pasión por la música y la poesía. Es cofundadora y directora de Muthengi Foundation, una organización benéfica sin fines de lucro que tiene como objetivo desarrollar el empoderamiento económico a través de la educación.

## Filmografía
Como actriz, ha sido parte de varios dramas locales, incluido el galardonado drama familiar Changing Times, que se emitió en Kenia Television Network de 2010 a 2012.  También fue un personaje principal en la serie dramática 'Prem' que se emitió por primera vez en KTN en 2013-2014 y luego en Africa Magic en DSTV.

### Series de televisión
| Año           | Proyecto                              | Personaje    | Canal          | notas                                 |
| ------------- | ------------------------------------- | ------------ | -------------- | ------------------------------------- |
| 2012–2013     | "Changing times(serie de televisión)" |              | KTN            | serie regular                         |
| 2013–2014     | Prem                                  |              | KTN            | serie regular                         |
| 2016          | Sugar and spice                       | Presentadora | Ebru Africa tv |                                       |
| 2016–presente | Power breakfast                       | Presentadora | Citizen tv     | junto a Fred Indimuli y Willis Raburu |
| 2016–2018     | 10 over 10                            | Presentadora | Citizen tv     | junto a Willis Raburu                 |